# Карл Ріттер фон Курц
Карл Ріттер фон Курц (нім. Karl Ritter von Kurz; 24 грудня 1873, Відень — 12 січня 1946, Айсбах) — австро-угорський, австрійський і німецький офіцер, бригадефюрер СС і генерал-майор вермахту.

## Біографія
В 1893/96 роках навчався у Терезіанській академії. 18 серпня 1896 року вступив у австро-угорську армію. Учасник Першої світової війни. 1 грудня 1920 року вийшов у відставку. В 1933 році вступив у СА офіцером зв'язку. 1 січня 1934 року заарештований. 27 липня звільнений і того ж дня знову заарештований, 13 серпня звільнений. У вересні 1934 року переїхав в Ґрац і очолив Національний союз німецьких офіцерів. Після аншлюсу навесні 1938 року очолив штирійський відділ Націонал-соціалістичного союзу ветеранів.
20 квітня 1939 року вступив у загальні СС (посвідчення №323 946) і був зарахований в штаб 35-го абшніту СС (Ґрац), в якому перебував до травня 1945 року. 26 жовтня 1939 року переданий в розпорядження вермахту і призначений командиром 3-го, потім 183-го полку земельної оборони. 27 лютого 1942 року відправлений у резерв фюрера і переданий в розпорядження 18-го армійського корпусу. 31 жовтня 1943 року звільнений у відставку. З 25 липня 1944 року — почесний член Народної судової палати. В травні 1945 року потрапив у британський полон, де помер у шпиталі.

## Звання
- Лейтенант (18 серпня 1896)
- Обер-лейтенант (1 листопада 1900)
- Гауптман (1 листопада 1905)
- Майор (1 березня 1915)
- Оберст-лейтенант (1 лютого 1917)
- Оберст (16 грудня 1920)
- Оберштурмбаннфюрер СС (20 квітня 1939)
- Оберст до розпорядження (26 жовтня 1939)
- Штандартенфюрер СС (9 листопада 1940)
- Генерал-майор до розпорядження (1 квітня 1943)
- Оберфюрер СС (24 грудня 1943)
- Бригадефюрер СС (24 грудня 1943)

## Нагороди
- Ювілейна пам'ятна медаль 1898
- Ювілейний хрест
- Пам'ятний хрест 1912/13
- Бронзова медаль «За військові заслуги» (Австро-Угорщина) з мечами
- Хрест «За військові заслуги» (Австро-Угорщина) 3-го класу з військовою відзнакою і мечами
- Орден Залізної Корони 3-го класу з військовою відзнакою і мечами
- Військовий Хрест Карла
- Залізний хрест 2-го класу
- Медаль «За поранення» (Австро-Угорщина) з однією смугою
- Тірольська земельна медаль
- Хрест «За вислугу років» (Австрія) 2-го класу для офіцерів (25 років)
- Пам'ятна військова медаль (Австрія) з мечами
- Почесний хрест ветерана війни з мечами
- Медаль «У пам'ять 13 березня 1938 року»
- Медаль «За вислугу років у Вермахті» 4-го, 3-го, 2-го і 1-го класу (25 років)
- Медаль «За вислугу років у НСДАП» в бронзі (10 років)
- Нагрудний знак «За поранення» в чорному
- Хрест Воєнних заслуг 2-го класу з мечами (20 листопада 1940)